# Ponte Little Belt (antiga)

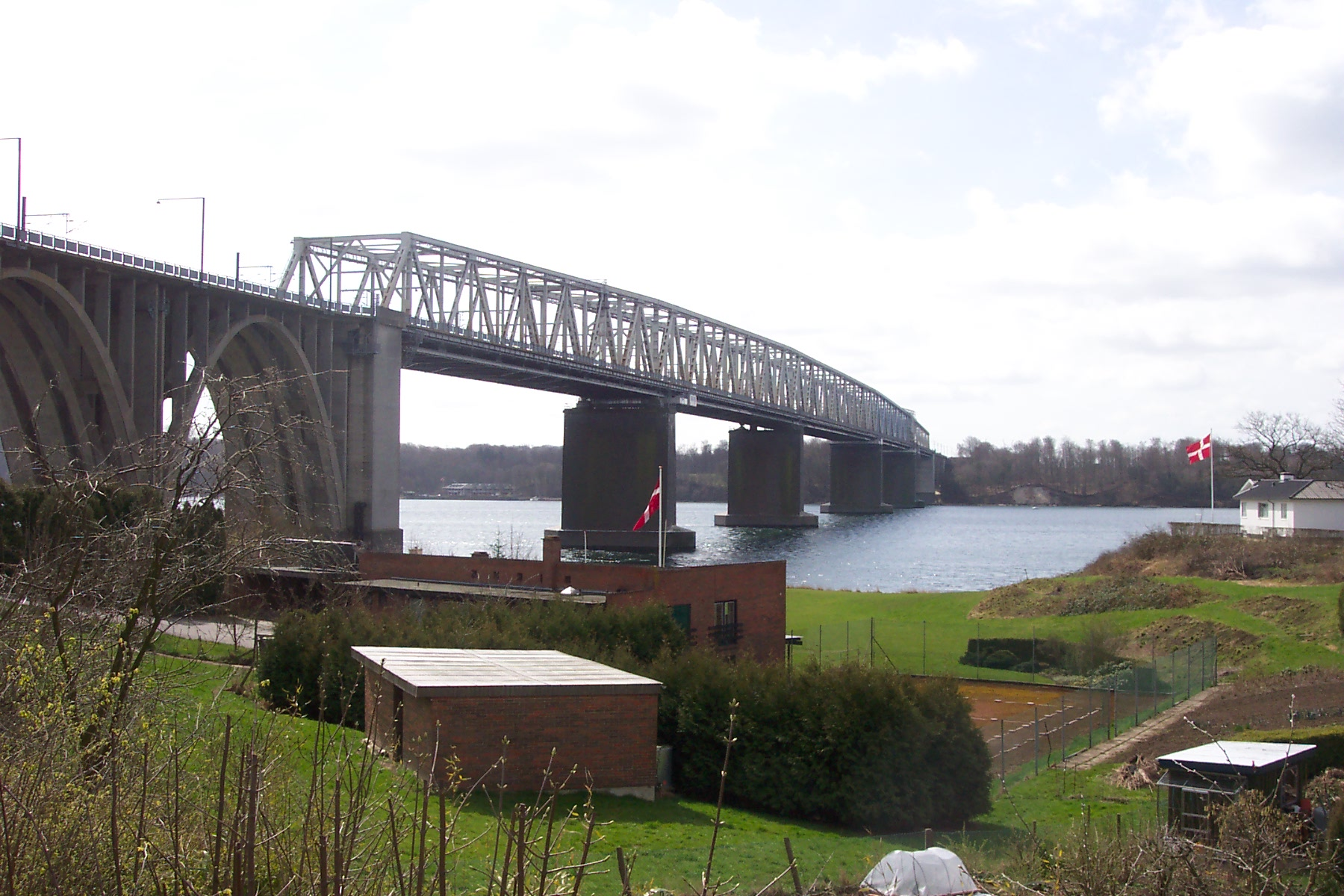
A ponte vista de Snoghøj.

Ponte Little Belt (Gamle Lillebæltsbro), também conhecida como A Velha Ponte Little Belt, é uma ponte sobre o estreito Pequeno Belt na Dinamarca. Foi a primeira ponte construída ao longo do estreito, que abarca desde Snoghøj, na Jutlândia até Kongebrogaarden, em Funen. É propriedade do Estado e Banedanmark, a autoridade ferroviária dinamarquesa, é responsável por sua manutenção. A ponte foi o primeiro passo na ligação entre as três partes da Dinamarca, por estrada, com a segunda etapa concluída com a Ponte Great Belt, em Junho de 1998; anteriormente, só ferrovias e embarcações eram utilizadas para o transporte de pessoas no local.
A construção da ponte teve início em 1929 e foi aberta ao tráfego em 14 de maio de 1935. Possui 1 178 metros de comprimento, 20,5 metros de largura e 33 metros de altura. Sobre a ponte ferroviária existem duas pistas, duas faixas estreitas para carros para atravessar bem como uma calçada para pedestres.
Quando a nova Ponte Little Belt entrou em uso em 1970, a antiga perdeu a sua função como a principal linha de tráfego de veículos entre Funen e Jutlândia; no entanto, ela ainda é usada como ligação ferroviária entre Jutlândia e Funen e, assim, a única linha ferroviária Conectando Jutlândia com Zelândia bem como, bem como para transportar o tráfego entre Fredericia e Middelfart e suas aldeias vizinhas.

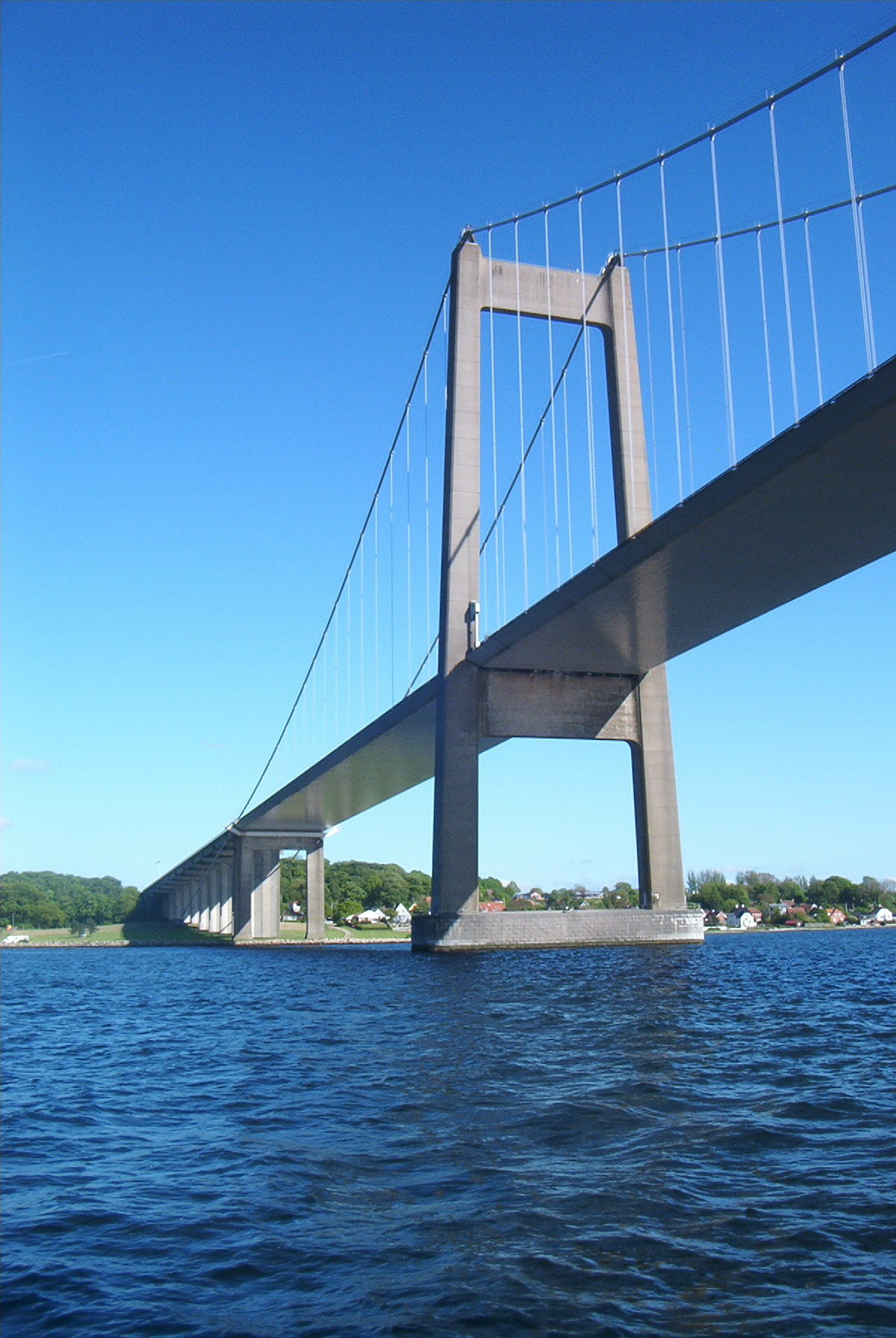
New Little Belt Bridge - 2005.